# Jiří Hájek
Jiří Hájek (Krhanice, 6 luglio 1913 – Praga, 22 ottobre 1993) è stato un diplomatico ceco.
Hájek studiò legge e praticò l'attività di avvocato. Negli anni della sua giovinezza si iscrisse al Partito socialdemocratico cecoslovacco. Durante la Seconda guerra mondiale Hájek venne imprigionato. Dopo la fine della guerra divenne membro del parlamento. Tra il 1948 e il 1969 fece parte del comitato centrale del Partito Comunista di Cecoslovacchia.
Dal 1955 Hájek iniziò la sua carriera diplomatica. Durante la primavera di Praga, nel governo Cernik divenne ministro degli esteri. Dopo l'invasione sovietica della Cecoslovacchia, avvenuta nell'agosto 1968, protestò presso l'ONU, usando il termine "occupazione". Per questo atto venne rimosso dagli incarichi ed espulso dal partito comunista.
Alla fine degli anni 1970 Hájek, insieme a Václav Havel, Zdeněk Mlynář e Pavel Kohout fu uno dei fondatori del movimento d'opposizione Charta 77.